# Verena Brunschweiger
Verena Brunschweiger (* 1980 in Passau als Verena Eleonore Maier) ist eine deutsche Publizistin.

## Leben
Verena Brunschweiger studierte Germanistik, Anglistik und Philosophie. Sie wurde 2007 in germanistischer Mediävistik an der Universität Regensburg promoviert. Seit 2018 arbeitet sie als Gymnasiallehrerin in Regensburg.
2013 veröffentlichte sie ihr erstes Sachbuch Fuck Porn gegen die Verbreitung von Pornografie im Alltag. 2019 erschien ihr Buch Kinderfrei statt kinderlos, es erreichte Platz 40 der Spiegel-Bestsellerliste Taschenbuch Sachbücher. In ihm sowie in zahlreichen darauffolgenden Interviews warb sie für den Antinatalismus aus klimapolitischen Gründen, also den Verzicht auf Kinder, um CO2-Emissionen zu reduzieren und damit den derzeitigen Klimawandel zu bremsen. Dies löste vor allem im deutschsprachigen Raum eine Debatte aus. Sie forderte von der deutschen Politik unter anderem eine Zahlung von 50.000 Euro an jede 50-jährige kinderlose Frau.
Brunschweiger lehnte das Tragen eines Mund-Nasen-Schutzes zur Bekämpfung der Corona-Pandemie ab und setzte sich eigenen Angaben nach für den Schutz für „vulnerable Gruppen“ in der Corona-Pandemie ein. Sie kritisierte die Corona-Maßnahmen unter anderem als „Seuchenhysterie“ und „faschistoide Maßnahmen“.
Brunschweiger ist mit Jörg Brunschweiger verheiratet.

## Schriften
- Heldentum und Weiblichkeit. Wolframs Parzival, Gottfrieds Tristan und Richard Wagners Musikdramen. Dissertation 2007 als Verena Maier-Eroms. Tectum Wissenschaftsverlag, 2009, ISBN 978-3-8288-9913-1.
- Fuck Porn. Tectum Wissenschaftsverlag, 2013, ISBN 978-3-8288-3153-7.
- Kinderfrei statt kinderlos. Büchner-Verlag, Marburg, 2019, ISBN 978-3-96317-148-2.
- Die Childfree-Rebellion: Warum »zu radikal« gerade radikal genug ist,  Büchner-Verlag, Marburg, 2020, ISBN 978-3-96317-196-3.
- Fuck Sexism: Ageism, Lookism und Slutshaming. Polyamorie, Edition Critic, Berlin, 2021, ISBN 978-3-946193-36-4
- Do Childfree People Have Better Sex?, Lantern Publishing and Media, New York City, 2022, ISBN 978-1-59056-664-0
- Kinderfreie aller Länder, vereinigt Euch!, Edition Critic, Berlin, 2023, ISBN 978-3-946193-40-1